# James Skinner
James Skinner era el fill d'un oficial escocès al servei de la Companyia Britànica de les Índies Orientals i d'una dama rajput.
Va néixer el 1778 i va servir a les ordes de De Boigne, el famós aventurer savoià organitzador de les brigades dels Sindhia. Va servir durant anys als marathes i en aquest temps va lluitar contra George Thomas. El 1803 es va unir a les forces britàniques sota Lord Gerard Lake i va rebre el comandament de dos mil cavallers de les forces hindustans de Perron passades als britànics després de la batalla de Delhi; aquest cos va servir amb gran distinció durant 30 anys sota el comandament de Skinner i fou després el primer de llancers i tercer de cavalleria coneguts com a Cavalleria de Skinner. Va arribar a tinent coronel i va obtenir diverses concessions de terres i va morir a Hansi, on s'havia establert, el 1841. Va construir l'església de Sant Jaume a Delhi. El seu germà petit Robert Skinner va servir amb Perron i també va passar després al servei de la Companyia.